# Rothia caecata
Rothia caecata är en fjärilsart som beskrevs av Jordan 1913. Rothia caecata ingår i släktet Rothia och familjen nattflyn. Inga underarter finns listade.